# Chaetosphaeria pulviscula
Chaetosphaeria pulviscula är en svampart som först beskrevs av Curr., och fick sitt nu gällande namn av C. Booth 1957. Chaetosphaeria pulviscula ingår i släktet Chaetosphaeria och familjen Chaetosphaeriaceae.  Arten är reproducerande i Sverige. Inga underarter finns listade i Catalogue of Life.